# Calamaria abstrusa
Calamaria abstrusa är en ormart som beskrevs av Inger och Marx 1965. Calamaria abstrusa ingår i släktet Calamaria och familjen snokar. IUCN kategoriserar arten globalt som otillräckligt studerad. Inga underarter finns listade.
Arten förekommer i en mindre region på västra Sumatra och på ön Nias som tillhör Mentawaiöarna. Honor lägger ägg.